# Ilka Schröder
Ilka Schröder (* 22. Januar 1978 in West-Berlin) ist eine deutsche Politikerin (ehemals Bündnis 90/Die Grünen). Sie war von 1999 bis 2004 Mitglied des Europäischen Parlaments.

## Leben
Mit etwa 14 Jahren engagierte sie sich in der Jugend des Bund für Umwelt und Naturschutz Deutschland (BUNDjugend). Später arbeitete sie bei Initiativen mit, die sich gegen die Olympiabewerbung Berlins und gegen ungerechten Welthandel richteten, danach bei der Grünen Jugend Berlin. Schröder war an der Gründung des bundesweiten Grün-Alternativen Jugendbündnisses beteiligt. Vom Herbst 1997 bis zum Frühjahr 1999 studierte sie an der Universität Oldenburg Betriebswirtschaft mit juristischem Schwerpunkt. Von 1993 bis 28. September 2001 war sie Mitglied der Partei Bündnis 90/Die Grünen; zudem gehörte sie dem ersten Bundesvorstand der bundesweiten grünen Jugendorganisation an; ihre Arbeitsschwerpunkte dort waren deren internationale Kooperationen. Dem Vorstand der europäischen Dachorganisation Federation of Young European Greens gehörte sie von 1996 bis 1999 gleichfalls an, zuletzt als Präsidentin.
Sie wurde 1999 als damals jüngste Kandidatin Mitglied des Europäischen Parlaments von 1999 bis 2004. Vom 20. Juli 1999 bis 27. September 2001 war sie Mitglied der Fraktion Grüne/EFA. Im Europäischen Parlament war sie Mitglied im Ausschuss für die Freiheiten und Rechte der Bürger, Justiz und innere Angelegenheiten, sowie stellvertretendes Mitglied im Ausschuss für Industrie, Außenhandel, Forschung und Energie. Außerdem gehörte sie der interparlamentarischen Delegation für die Beziehungen zu Südosteuropa an.
Im Jahre 2001 kam es zur Trennung von den Grünen, denen sie eine „Politik der Grenzabschottung gegenüber Flüchtlingen“ und den „Umbau der Bundeswehr in eine effektive Angriffstruppe“ vorwarf. 2004 bekräftigte sie zudem ihre konsequent europakritische Haltung mit einem abgewandelten Zitat von Karl Liebknecht: „Der Hauptfeind ist das eigene Land. Und auch das eigene Staatenbündnis“. Sie verblieb im Europäischen Parlament als assoziiertes parteiloses Mitglied der Fraktion Vereinte Europäische Linke/Nordische Grüne Linke. 
Ilka Schröder war danach ein Jahr als Lecturer an der Georgetown University in Washington, D.C. tätig; inzwischen lebt sie wieder in Berlin. Sie veröffentlicht in unregelmäßigen Abständen Artikel in der Jungle World, in der Konkret und in der Phase 2. Schröder ist Doktorandin am Zentrum für Antisemitismusforschung der TU Berlin.

## Schriften
- Herausgeberin: Weltmacht Europa – Hauptstadt Berlin? Ein EU-Handbuch. Konkret Literatur Verlag, Berlin 2004, ISBN 978-3930786442